# Rally de Jordania de 2011
El Rally de Jordania de 2011, oficialmente 29th Jordan Rally, fue la 29.ª edición y la cuarta ronda de la temporada 2011 del Campeonato Mundial de Rally. Se celebró en las cercanías del mar muerto entre los días 14 y 16 de abril y contó con un itinerario inicial de veinte tramos que sumaban un total de 333.04 km cronometrados, aunque finalmente solo se disputaron 259.56. También la segunda ronda del Campeonato Super 2000. Ese año debido a los retrasos que se produjeron con los barcos que llevaban los camiones de asistencia la organización decidió suspender los tramos previstos para el primer día, el jueves 14, por lo que el rally comenzó el viernes 15 de abril.
El vencedor fue Sébastien Ogier que se impuso con su Citroën DS3 WRC frente a al Ford Fiesta WRC de Jari-Matti Latvala al que aventajó en solo dos décimas, la diferencia más pequeña en la historia del campeonato del mundo. Tercero fue Sébastien Loeb a menos de medio minuto de su compañero Ogier. El ganador del campeonato Super 2000 fue Bernardo Sousa.

## Itinerario y ganadores
| Día            | Tramo | Hora  | Tramo                        | Distancia | Ganador            | Tiempo            | Vel. media        | Líder rally                    |
| -------------- | ----- | ----- | ---------------------------- | --------- | ------------------ | ----------------- | ----------------- | ------------------------------ |
| Día 1 (14 abr) | SS1   | 11:33 | Wadi Shueib 1                | 8.65 km   | Tramos cancelados  | Tramos cancelados | Tramos cancelados | Tramos cancelados              |
| Día 1 (14 abr) | SS2   | 12:16 | Mount Nebo 1                 | 11.09 km  | Tramos cancelados  | Tramos cancelados | Tramos cancelados | Tramos cancelados              |
| Día 1 (14 abr) | SS3   | 13:03 | Ma'in 1                      | 17.00 km  | Tramos cancelados  | Tramos cancelados | Tramos cancelados | Tramos cancelados              |
| Día 1 (14 abr) | SS4   | 15:30 | Wadi Shueib 2                | 8.65 km   | Tramos cancelados  | Tramos cancelados | Tramos cancelados | Tramos cancelados              |
| Día 1 (14 abr) | SS5   | 16:13 | Mount Nebo 2                 | 11.09 km  | Tramos cancelados  | Tramos cancelados | Tramos cancelados | Tramos cancelados              |
| Día 1 (14 abr) | SS6   | 17:00 | Ma'in 2                      | 17.00 km  | Tramos cancelados  | Tramos cancelados | Tramos cancelados | Tramos cancelados              |
| Día 2 (15 abr) | SS7   | 09:03 | Suwayma 1                    | 13.50 km  | Sébastien Loeb     | 7:01.0            | 115.44 km/h       | Sébastien Loeb                 |
| Día 2 (15 abr) | SS8   | 09:46 | Kafrain 1                    | 17.20 km  | Petter Solberg     | 12:11.6           | 84.64 km/h        | Sébastien Loeb Sébastien Ogier |
| Día 2 (15 abr) | SS9   | 10:49 | Jordan River 1               | 41.45 km  | Sébastien Ogier    | 27:32.6           | 90.29 km/h        | Sébastien Ogier                |
| Día 2 (15 abr) | SS10  | 13:37 | Suwayma 2                    | 13.50 km  | Jari-Matti Latvala | 6:59.0            | 115.99 km/h       | Sébastien Ogier                |
| Día 2 (15 abr) | SS11  | 14:20 | Kafrain 2                    | 17.20 km  | Jari-Matti Latvala | 11:48.2           | 87.43 km/h        | Sébastien Ogier                |
| Día 2 (15 abr) | SS12  | 15:23 | Jordan River 2               | 41.45 km  | Sébastien Ogier    | 27:13.5           | 91.35 km/h        | Sébastien Ogier                |
| Día 3 (16 abr) | SS13  | 08:20 | Yakrut 1                     | 14.16 km  | Sébastien Loeb     | 8:30.6            | 99.84 km/h        | Sébastien Ogier                |
| Día 3 (16 abr) | SS14  | 08:50 | Bahath 1                     | 12.53 km  | Mikko Hirvonen     | 9:30.0            | 79.14 km/h        | Sébastien Ogier                |
| Día 3 (16 abr) | SS15  | 09:35 | Mahes 1                      | 20.44 km  | Mikko Hirvonen     | 14:33.0           | 84.29 km/h        | Sébastien Ogier                |
| Día 3 (16 abr) | SS16  | 10:18 | Baptism Site 1               | 10.50 km  | Sébastien Loeb     | 5:21.7            | 117.50 km/h       | Sébastien Ogier                |
| Día 3 (16 abr) | SS17  | 12:18 | Yakrut 2                     | 14.16 km  | Jari-Matti Latvala | 8:15.8            | 102.82 km/h       | Sébastien Ogier                |
| Día 3 (16 abr) | SS18  | 12:48 | Bahath 2                     | 12.53 km  | Jari-Matti Latvala | 9:10.5            | 81.94 km/h        | Sébastien Ogier                |
| Día 3 (16 abr) | SS19  | 13:33 | Mahes 2                      | 20.44 km  | Jari-Matti Latvala | 14:09.1           | 86.66 km/h        | Jari-Matti Latvala             |
| Día 3 (16 abr) | SS20  | 15:00 | Baptism Site 2 (Power stage) | 10.50 km  | Sébastien Ogier    | 5:21.7            | 117.50 km/h       | Sébastien Ogier                |

### Power Stage
| Pos | Piloto          | Tiempo | Difer. | Veloc. media | Puntos |
| --- | --------------- | ------ | ------ | ------------ | ------ |
| 1   | Sébastien Ogier | 5:21.7 | 0.0    | 117.50 km/h  | 3      |
| 2   | Mikko Hirvonen  | 5:21.7 | 0.0    | 117.50 km/h  | 2      |
| 3   | Sébastien Loeb  | 5:22.0 | 0.3    | 117.39 km/h  | 1      |

## Clasificación final
| Pos.     | Piloto               | Copiloto            | Automóvil                 | Tiempo    | Diferencia | Puntos  |
| General  | General              | General             | General                   | General   | General    | General |
| -------- | -------------------- | ------------------- | ------------------------- | --------- | ---------- | ------- |
| 1.       | Sébastien Ogier      | Julien Ingrassia    | Citroën DS3 WRC           | 2:48:28.2 | 0.0        | 25+3    |
| 2.       | Jari-Matti Latvala   | Miikka Anttila      | Ford Fiesta RS WRC        | 2:48:28.4 | 0.2        | 18      |
| 3.       | Sébastien Loeb       | Daniel Elena        | Citroën DS3 WRC           | 2:48:55.9 | 27.7       | 15+1    |
| 4.       | Mikko Hirvonen       | Jarmo Lehtinen      | Ford Fiesta RS WRC        | 2:51:12.9 | 2:44.7     | 12+2    |
| 5.       | Matthew Wilson       | Scott Martin        | Ford Fiesta RS WRC        | 2:54:13.1 | 5:44.9     | 10      |
| 6.       | Kimi Räikkönen       | Kaj Lindström       | Citroën DS3 WRC           | 2:54:43.1 | 6:14.9     | 8       |
| 7.       | Federico Villagra    | Jorge Pérez Companc | Ford Fiesta RS WRC        | 2:57:46.9 | 9:18.7     | 6       |
| 8.       | Khalid Al Qassimi    | Michael Orr         | Ford Fiesta RS WRC        | 2:58:11.9 | 9:43.7     | 4       |
| 9.       | Dennis Kuipers       | Bjorn Degandt       | Ford Fiesta RS WRC        | 3:02:55.7 | 14:27.5    | 2       |
| 10.      | Bernardo Sousa       | António Costa       | Ford Fiesta S2000         | 3:03:33.7 | 15:05.5    | 1       |
| SWRC     |                      |                     |                           |           |            |         |
| 1. (10.) | Bernardo Sousa       | António Costa       | Ford Fiesta S2000         | 3:03:33.7 | 0.0        | 25      |
| 2. (11.) | Karl Kruuda          | Martin Järveoja     | Škoda Fabia S2000         | 3:03:55.4 | 21.7       | 18      |
| 3. (12.) | Hermann Gassner, Jr. | Kathi Wüstenhagen   | Škoda Fabia S2000         | 3:05:55.8 | 2:22.1     | 15      |
| 4. (17.) | Albert Llovera       | Diego Vallejo       | Abarth Grande Punto S2000 | 3:21:07.2 | 17:33.5    | 12      |
| 5. (18.) | Eyvind Brynildsen    | Cato Menkerud       | Škoda Fabia S2000         | 3:26:55.2 | 23:21.5    | 10      |